# مايكل كولينز (سياسي أيرلندي)
مايكل كولينز ولد في 16 أكتوبر عام 1890 في مقاطعة كورك. والده كان يدعا أيضا مايكل كولينز، وكان عضوا ً ناشطا ً في الحركة القومية الأيرلندية، كان في الـ 75 عندما ولد مايكل الابن وهو الابن الثالث من بين ثمانية أبناء، توفي والده وهو في السادسة من العمر.
وخلال تلك السنوات الست كان مايكل قد تاثر بوالده إلى حد كبير، ونشأ في بلدة تشجع الأطفال على تعلم القصص والشعر والأغاني الوطنية، حيث كانت غرب كورك هي معقل الحركة الوطنية الأيرلندية والتي تأسست في القرن التاسع عشر. كان مايكل أيام الصبا يحب سماع القصص عن أيام التمرد الآيرلندي أعوام 1848 و1798. كان مولعا ً بالقراءة وبالأخص شكسبير والروائيين العظام في القرن التاسع عشر وكان يتابع قراءة الصحف القومية اليومية والأسبوعية، وفي الحادية عشر من عمره قرأ كتاب «الأمة الآيرلندية» لـ«آرثر غريفيث» مؤسس حزب «الشين فين» وكان له الأثر الشديد على مايكل.

## النشأة والتعليم
انتهى كولينز من تعليمه في سن الثانية عشر، وكان قارئًا نهمًا طوال حياته، منتقلًا إلى لندن في سن الخامسة عشر ليعمل كناسخ هناك، ولينضم أيضًا إلى الـIRB، أو تنظيم الإخوان الجمهوريين الأيرلنديين، وليعمل معهم سرًّا على تحقيق قائمة أهدافهم وعلى رأسها استقلال الدولة، ثم عاد في عام 1916 إلى دبلن ليشارك في حرب انتفاضة عيد الفصح، في منصب مساعد أحد قادة الانتفاضة الذين أُعدِموا فيما بعد، الأيرلندي الشهير جوزيف بلانكيت، وليتم اعتقال كولنز بعدها ضمن الآلاف الذين اعتقلهم البريطانيون.

## هوايات
الشاب مايكل كولينز كان رياضي ومارس لعبة البولينج. وكان يستمتع بلعبة القذف الأيرلندية، وكان مولعا بصيد الأسماك. ولوحظ بأنه يمتلك المهارة العالية في لعبة المصارعة.[بحاجة لمصدر]

## البداية
في تموز / يوليو 1906 هاجر مايكل كولينز إلى لندن ليعمل ساعي في مكتب بريد غرب كنجستون. لكنه سرعان ما وجدت قدميه قوية في المجتمع الأيرلندي في لندن. وانضم إلى الرابطة الغالية الرياضية (GAA)، وجامعة الدول الغالية، التي تروج لاحياء اللغة الأيرلندية، والشين فين. في تشرين الثاني / نوفمبر 1909 انضم إلى جماعة الأخوية الجمهورية الأيرلندية (IRB). وبعد فترة وجيزة من انضمامه للـ (IRB) غادر مايكل مكتب البريد وعمل سمساراً في البورصة ثم في شركة وايتهول لتبادل العملات. وأخيراً قبل عَودته إلى أيرلندا، عَملَ سريعاً بشركةِ أمريكيةِ، شركة الكفالةَ المالية.
خارج العمل كان مايكل يكتب عن التاريخ الآيرلندي والأحداث السياسية الراهنة، حيث أصبحة المسألة الآيرلندية في مركز صدارة الساحة السياسية ذلك الوقت. فنتائج انتخابات 1910 أعطتْ (IPP) ميزان القوى وزعيمها جون ريدموند الذي طالب بالحكم الذاتي.
الحكم الذاتي كان مشروع قانون قدم في مجلس العموم في أبريل/نيسانِ 1912 ولكن لجنة مجلس العموم عبروا عن مخاوفهم من إن الحكم الذاتي في اطار هذا السيناريو من أن تفقد الثقافة البروتستانتية الأغلبية بالنسبة إلى الكاثوليكية القومية في آيرلندة.
في عام 1913 قام زعيم اتحاد ألستر السّير «إدوارد كارسن» بتنظيم ميليشيات ألستر إلى قوة متطوعي ألستر (UVF) وهدّد بإعلان حكومة مؤقّتة في بلفاست إذا قُدّمَ قانون الحكم الذاتي. والقوميون في دبلن رَدّوا بتَشكيل المتطوعين الآيرلنديينِ.
مع اندلاع الحرب العالمية الأولى اقترح ريدموند في مجلس العمومِ أن يَجيءُ بالمتطوعين والـ (UVF) للدِفَاع عن إيرلنده وبريطانية سوية ضدّ الاحتلالِ. وأرجأَ مسألة الحكم الذاتي حتى ما بعد الحربِ، فانشق المتطوعون الآيرلنديون إلى معسكرين، حيث تَبعتْ الأغلبيةُ نصيحةَ ريدموند وانضمّتْ إلى المجهود الحربي البريطانيِ على أمل يَكْسبُ حكم ذاتي، في حين إن أقليةُ سيطر عليها الـ (IRB) وبَقيتْ في البيت لتَنظيم التمرّدِ المُسلَّحِ.
في بداية 1916 جاءَ مايكل كولينز إلى دبلن والمشهد كان قد استعد للعصيان المسلح، خبير الـ (IRB) العسكري «جوزيف بلانكيت» عَيّنَه كضابط ركن وظَلَّ على اتصال دائمُ بإثنان من أعضاء الـ (IRB) الكبار، وهم توم كلارك وشون ماك ديرمادا. وعند قدوم عيد الفصح حلت كارثة تنظيمية أدت بـ (أيون ماكنيل) مؤسس المتطوعين الآيرلنديين بالتخلي عن كل خطط التمرد، ولكن الـ (IRB) رفض الانصياع للأوامر. وعلى الرغم مِنْ التشويشِ إلا أن المتطوعون وجيشِ المواطنِ الآيرلنديِ سوية نَجحَوا في السَيْطَرَة على البعض مِنْ البناياتَ الرئيسيةَ في المدينةِ. وكان مايكل كولينز قد قاتلَ في GPO بِجانب زعماءِ التمرّد «بادريج بيرس» وجيمس كونولي. وبعد خمسة أيام من القتال أجبر المتطوعين على تسليم أنفسهم ووظهرت أصوات غاضبة من الصحف الجمهورية وبعض عامة الناس لما عم من خراب في المدينة، ولكن سرعان ما تغير مزاج الجمهور حينما تم إعدام قادة التمرد «كلارك» و«ديارمادا» بعد 10 أيام، وكان «كونولي» آخر من واجه موجة الإعدامات رمياً بالرصاص وهو على الكرسي لعدم تمكنه من الوقوف بسبب إصاباته البليغة.
بعد أن تم قتل العديد من قادة التنظيم تم القبض على مايكل والعديد من رفاقه على القارب ومشياً إلى سجن إنكليزي. في البداية احتجز في سجن ستافرد وبعد ذلك، في نهاية يونيو نقلوا إلى معسكر frongach في ويلز. الحكومة البريطانية كانت حريصة على تهدئة الجمهور وكبح التعاطف مع المتمردين في أيرلندا، وافرج عنه في 22 كانون الأول / ديسمبر، 1916. عند عودة مايكل كولينز إلى دياره عمل امينا لصندوق دعم المتطوعين والأعانة الآيرلندية الوطنية. كان موقفه من أجل انعاش حركة التطوع واجتذاب المجندين الجدد إلى IRB، ولكن في ذلك الوقت كان الشين فين وليس الـ (IRB) هو المسيطر على الساحة بعد القضاء على التمرد الأخير. غي البداية كان مايكل كوليز مرتاب من الشين فَينِ، إلا أنه أدركَ بعد مدة بأنّه كَانَ حزب قومي أصيل الذي بإمكانه أَنْ يَهْزمَ الـ (IPP). وقاد حملة انتخابية قوية في سلسلة من انتخابات فرعية كانت الأولى في روسكومون وبعد ذلك في لونجفورد من أجل مرشحه «جو مكغوينيس» الذي كان في المعتقلات البريطانية، رافعاً شعار "Put him in, to get him out" (نأتي به، لتخرجه)، وبالفعل تم انتخاب مكغوينيس وإثر نتائج الانتخابات قامت الحكومة البريطانية بإطلاق سراحه ومن ثم أطلقت سراح 120 سجينا من المتبقيين لديها.
وكان من بين السجناء المفرج عنهم اثنين من كبار الضباط الباقين على قيد الحياة وهم «توماس آش» و«ديفاليرا» الذي لم يعدم لكونه حاصل على الجنسية الأمريكية، عام 1916 أنتخب توماس آش رئيساً للـ (IRB) ولكن تم القبض عليه بعد مدة بسبب خطاباته المثيرة، ومات بالسجن بعد فترة بسبب إضرابه عن الطعام، تولى مايكل كولينز ترتيبات الجنازة التي لبس فيها لمتطوعين البزات العسكرية وأطلقوا فيها وابلاً من الرصاص والقى كولينز فيها خطبة مؤثرة.
قام كولينز بقيادة الحملة الانتخابية لـ«ديفاليرا» بالاتفاق مع «آرثر غريفيث»، وكان هدف الشين فين ذلك الوقت (الاعتراف الدولي بآيرلندة كدولة مستقلة) سيطر المقاتلون على الشين فين وقام مايكل كولينز بجمع معلومات استخباراتية من أن المخبارات البريطانية تتجسس عليه وأتى بوثائق من صلب شعب المخبارات واعطى أسماء الجواسيس.
بداية عام 1918 تم القبض على مايكل كولينز بسبب إلقائه كلمة ضد التجنيد فية ليجا في مقاطعة لونجفورد وتم الإفراج عنه بكفالة وفي نفس العام تعرف على حبيبته «كيتي» ووقعت في ذلك الوقت قامت حملات واسعة لمكافحة التجنيد مما اضطر الحكومة البريطانية إلى القيام بحملات اعتقال واسعة ضد القوميين لوقف الأحتجاجات، وكان «ديفاليرا» من بين المخطط لاعتقالهم إلا أن مايكل كولينز علم بذلك عن طريف مخبريه السريين، وحققوا بذلك نصراً معنوياً وسياسياً، إلا أن «شون مكغيري» رئيس مجلس الIRB تم اعتقاله فأصبح مايكل كولينز رئيساً للمنظمة.
في 21 كانون الثاني / يناير عام 1919، مرشّحو الشين فَينِ المُنتخبينِ حديثاً تجمعوا في قصرِ دبلن لتَشكيل الجعيةِ الوطنيةِ الأولى.. هذا اليوم أيضا بداية لحرب الاستقلال حيث قامت مجموعة من المتطوعين برمي الرصاص فقتلوا اثنين من رجال الشرطة في مقاطعة سولوهيدبغ في تبيراري. البرلمان الجديد كان يعرف بـ dail eireann وبدأ عمله رسمياً من خلال إصدار إعلان الاستقلال. فقط 27 من 73 أعضاء الشين فين البرلمان استطاعوا ان يحضروا. كولينز نفسه غاب عن الحضور. وقان بتنظيم عملية فرار دي فاليرا من سجن لينكون بانكلترا. وفي غضون خمسة اسابيع أطلق سراح السجناءالجمهوريين من السجن. وفي نيسان / أبريل، تم انتخاب دي فاليرا رئيسا وتم تعيين كاتال بورغا وزيراً الدفاع، وأصبح مايكل كولينز وزير المالية.
في بداية حزيران / يونية 1919 غادر دي فاليرا لأميركا من أجل جمع الأموال، ولم يعود حتى نهاية عام 1920. وقام «هاري بولاند» بالانضمام إلى كولينز وأصبح حليفاً وثيق. وكان حينها كولينز غادر إلى البيت مع «كاتال بورغا» لإدارة المجهود الحربي في المنزل. في آب / أغسطس 1920 اقترح بورغا بأن يقسموا يمين الولاء. وتزايد عدد متطوعي الجيش الجمهوري الأيرلندي. في ذلك الوقت كان الشين فين والمتطوعين وجميع التنظيمات كانت محظوره. الحظر دفع كولينز أن تتركز جهوده على الحفاظ على إستراتيجية حرب العصابات، الذي أثبت فيعا نجاحا هائلا. وكان جواسيس كولينز وخاصة نيد بروي ابقاه له على علم بجميع التطورات داخل القوات البريطانية. وأنشأ أيضا جهاز استخبارات بالجيش الجمهوري الأيرلندي.و أنشأ كولينز أيضا مجموعة من المتطوعين كانت تعرف باسم فرقة الإعدامات لغرض تنفيذ عمليات الاغتيال ضد وكلاء الاستخبارات البريطانية. الرقيب «باتريك سميث» كان أول ضحيه للفرقة، ومنذ ذلك الحين قامت الفرقة بسلسلة من عمليات القتل الوحشي الذي اصاب المؤسسات البريطانية في أيرلندا بالرعب.قد قامت حرب اهلية ضد كولينز وقد قتل هاري بولاند في هذه الحرب وقد لقيى حتفه كولينز في مسقط راسه عندما ذهب لمقابلة الطرف الثاني في الحرب الاهليه الذي كان قائده رئيس كولينز سابقا

## إيرلندا الشمالية
كانت سياسة كولينز تجاه إيرلندا الشمالية غامضة. أخبر البرلمان الإيرلندي الجديد (بالإنجليزية the Dail) خلال مناقشات الاتفاقية: «أعلنا أننا لن نُكرِه الشمال الشرقي... بالتأكيد نحن ندرك أن الزاوية الشمالية الشرقية موجودة بالفعل، وبالطبع كانت نوايانا تشمل أخذ خطوات مماثلة لأنها ستؤدي عاجلًا أم آجلًا إلى التفاهم المتبادل. بذلت الاتفاقية جهدًا للتعامل مع الأمر.. وستقود بسرعة إلى بناء ثقة، ودخول الشمال الشرقي ضمن البرلمان الإيرلندي. أنا لا أقول إنه اتفاق مثالي، لكن إن كانت سياستنا، كما أُعلِن عنها، فهي سياسة عدم الإكراه».
على أي حال، أخبر كولينز الأقسام الشمالية من الحركة القومية الإيرلندية بشكل خاص، في بداية عام 1922: «رغم أن الاتفاقية بدت كتعبير خارجي عن التجزئة، إلا أن الحكومة الإيرلندية المؤقتة تخطط لجعل التقسيم مستحيلًا... حتى إن عنى ذلك كسر الاتفاقية». موّلت حكومة كولينز المؤقتة أيضًا مجالس المقاطعات، ودفعت رواتب المعلمين في إيرلندا الشمالية التي عُرِفت بأنها الدولة الحرة.
في إيرلندا الشمالية في النصف الأول من عام 1922، كان هناك الكثير من العنف بين القوتين المتنازعتين على طول الحدود الجديدة، وهما الحركة القومية الإيرلندية في الجهة الجنوبية وشرطة ألستر الخاصة في الجهة الشمالية. قتِل الكثير من المدنيين خاصة من قبل «القوات شبه العسكرية الموالية غير المصرح بها» التي استهدفت الكاثوليكيين. طُرِد الكاثوليكيون أيضًا من عملهم خاصة في أحواض بناء السفن في بلفاست.
في آذار، قابل كولينز السير حيمس كريج، وهو رئيس وزراء إيرلندا الشمالية، في لندن. وقّعا على معاهدة سلام في الشمال وعدت بالتعاون بين الكاثوليكيين والبروتستانت فيما يخص الشرطة والأمن، وتخصيص ميزانية كبيرة لترميم منازل الكاثوليكيين التي قد دُمِّرت، وعدة إجراءات أخرى. في اليوم التالي لنشر المعاهدة، حدث عنف ثانية. قُتِل شرطي برصاص في بلفاست بعمل انتقامي، فدخلت الشرطة منازل الكاثوليكيين المجاورة وقتلت القاطنين فيها وهم في أسرّتهم بمن فيهم الأطفال. لم تكن هناك استجابة لمطالب كولينز بإجراء تحقيق. هدد كولينز ومجلس الوزراء بأنهم سيعتبرون المعاهدة قد خُرِقت ما لم يقم كريج بخطوة ما. في مراسلاته المتواصلة مع تشرشل حول العنف في الشمال، احتجّ كولينز بشكل متكرر بأن خروقات الهدنة هذه تهدد بإلغاء فاعلية الهدنة بشكل كامل. كان المشهد واقعيًا بما يكفي حتى عرض تشرشل خططه في 3 يونيو 1922 على لجنة الدفاع الملكي «لحماية ألستر من غزو الجنوب».
خلال الأشهر الأولى من عام 1922، كان كولينز يرسل وحدات الحركة القومية الإيرلندية إلى الحدود، ويرسل الأسلحة والأموال إلى الوحدات الشمالية من الحركة القومية الإيرلندية. انضم كولينز إلى قيادات الإخوان الجمهوريين الإيرلنديين والحركة القومية الإيرلندية الأخرى في وضع خطط سرية لإطلاق حرب عصابات سرية في الشمال. سلم كولينز بعض الأسلحة البريطانية التي زُوِّدت بها الحكومة المؤقتة في دبلن إلى وحدات الحركة القومية الإيرلندية في الشمال. في مايو-يونيو 1922، نظم كولينز ورئيس أركان الحركة القومية الإيرلندية ليام لينش هجومًا شمل تحريك وتسليح كل من وحدات الحركة القومية الإيرلندية المؤيدة والمعارضة للاتفاقية الموجودة على طول المنطقة الحدودية. بسبب ذلك، دعمت معظم الوحدات الشمالية من الحركة القومية الإيرلندية كولينز، وقدم 524 متطوعًا إلى الجنوب لينضموا إلى الجيش الوطني في الحرب الأهلية الإيرلندية.
كان المُفترَض أن يتوّج هذا النشاط «بهجوم شمالي مشترك» في مايو 1922 يشمل كلًا من وحدات الحركة القومية الإيرلندية المؤيدة والمعارضة للاتفاقية. على أي حال، بدا أن كولينز ألغى الهجوم في الدقيقة الأخيرة. على الرغم من أن الوحدات الشمالية قد شاركت، إلا أن الأقسام الموجودة في المنطقة الجنوبية وتحت سلطة كولينز والأقسام الشمالية الأولى والرابعة والخامسة لم تشارك ما أدى إلى كبح الهجوم بسهولة نسبيًا من قبل السلطات الشمالية. وبّخ كولينز وحدات الحركة القومية الإيرلندية المؤيدة للاتفاقية التي تورطت في قتال شديد مع القوات البريطانية في بيتغيو في يونيو 1922، ما أدى إلى إصدار الحكومة المؤقتة أمرًا بأن سياستهم كانت «عائقًا أمام حدوث السلام... ويجب ألا يكون مسموحًا لأي قوات من المقاطعات الستة والعشرين -سواء الرسمية أو المرتبطة بالإدارة المعارضة للاتفاقية- غزو منطقة المقاطعات الستة».
حتى وفاته في أغسطس 1922، كانت نوايا كولينز نحو إيرلندا الشمالية لا تزال غير واضحة.

## روابط خارجية
- مايكل كولينز على موقع IMDb (الإنجليزية)
- مايكل كولينز على موقع الموسوعة البريطانية (الإنجليزية)
- مايكل كولينز على موقع إن إن دي بي (الإنجليزية)